# Куршаки (Іглінський район)
Куршаки́ (рос. Куршаки, башк. Көршәк) — присілок у складі Іглінського району Башкортостану, Росія. Входить до складу Чуваш-Кубовської сільської ради.
Населення — 219 осіб (2010; 210 в 2002).
Національний склад:
- чуваші — 73 %